# Kościół św. Jadwigi Śląskiej w Świątnikach
Kościół św. Jadwigi Śląskiej w Świątnikach - rzymskokatolicka świątynia wybudowana w miejscu drewnianej kapliczki św. Jadwigi Śląskiej. Kościół jest trzynawowy, z balkonami wzdłuż naw bocznych i prezbiterium, czterema zakrystiami i trzema kruchtami. Wewnątrz znajdują się figury: Chrystusa Ukrzyżowanego, św. Jadwigi Śląskiej i św. Jadwigi Królowej. Kościół znajduje się na trasie Małopolskiej Drogi św. Jakuba z Sandomierza do Krakowa.